# Campagna del Grande Inverno
La campagna del Grande Inverno (in francese: Croisière du Grand Hiver) fu una tentativo di organizzare una campagna militare nel corso delle guerre rivoluzionarie francesi da parte della marina francese dopo il Glorioso Primo di Giugno.

## Antefatto
La terza battaglia di Ushant si era conclusa con un successo strategico per la marina francese, ma a livello tattico la flotta aveva subito la perdita maggiore dalla battaglia di Le Hague.
Alla fine dell'anno, la Convenzione nazionale aveva ordinato che uno squadrone al comando del contrammiraglio Jean François Renaudin, recentemente promosso per la sua difesa della nave Vengeur du Peuple nella terza battaglia di Ushant, di trasportare munizioni da Brest da Tolone. Questo squadrone comprendeva sei navi di linea, tre fregate e una corvetta. Il viceammiraglio Villaret-Joyeuse dovette salpare per Brest per scortare Renaudin nella baia di Biscaglia, viaggiando per tutta la notte in queste acque, e poi facendo ritorno a Brest dopo aver inviato sei navi e tre fregate a Guadalupe.
La flotta era in cattivo stato, con navi a corto di rifornimenti per l'equipaggio a bordo. Dopo diversi tentativi, la flotta partì il 24 dicembre 1794.

## La spedizione

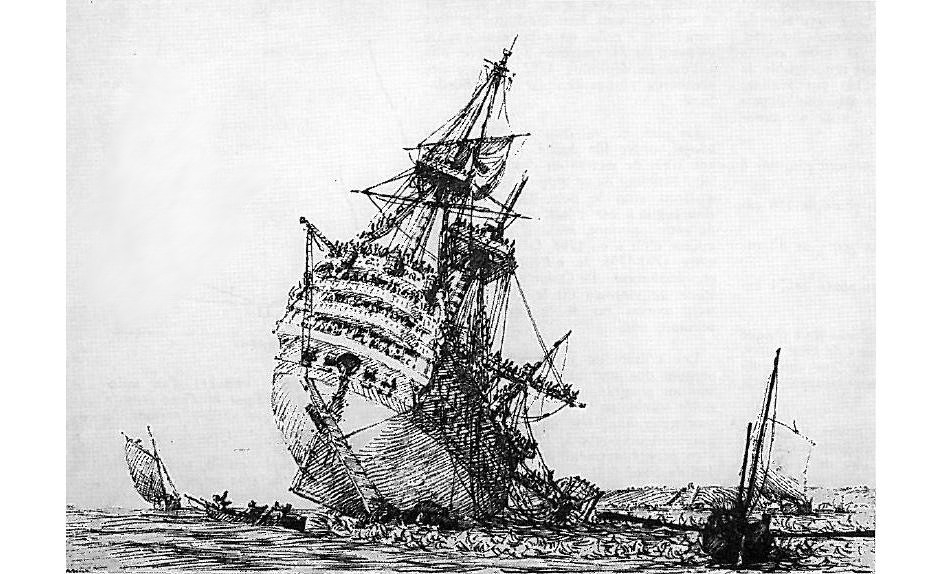
La nave francese Républicain cola a picco presso Mingant rock.

Nel corso delle manovre per la partenza della flotta la Républicain (110 cannoni) ruppe la sua ancora alle 17:30, prima di poter salpare, ed andò a sbattere contro lo scoglio di Mingant. Prima che si potesse tentare una qualsiasi manovra, iniziò ad imbarcare acqua in maniera copiosa. Malgrado l'aver gettato i cannoni fuori bordo non riuscì a riemergere dalle acque avendo lo scafo bucato. Persino le scialuppe a bordo erano rimaste danneggiate ed era impossibile evacuare correttamente la nave, oltre al fatto che imperversava una tempesta. Fu solo alle 9:00 del giorno successivo che la nave francese Fougueux giunse sul posto e recuperò i marinai. Annegarono comunque 10 uomini nell'incidente.
La nave francese Redoutable ruppe anch'essa le proprie cime, ma riuscì a raggiungere il mare aperto, seguita dalla fregata Vertu. Nel pomeriggio del 29, le 35 navi della flotta si raggrupparono al largo di Camaret-sur-Mer per ri-salpare il giorno successivo.
Il mare in tempesta del 1 gennaio danneggiò diverse navi: la Nestor perse un albero e dovette tornare a Brest. La Téméraire ebbe danni allo scafo.
Il giorno successivo, quando il tempo migliorò, Vanstabel si portò a nordovest con uno squadrone leggero, ma dopo alcune ore, una densa nebbia giunse sul mare ed egli perse il contatto col resto delle navi. La nave Neptune che era stata ritardata nella partenza per danni, perse anch'essa la flotta e si unì ad uno squadrone leggero il 31 dicembre, assieme a tre fregate e due corvette. Le navi si riunirono tutte il 24 gennaio.
Tre fregate inglesi, la HMS Diamond, la HMS Flora e la HMS Arethusa vennero inviate il 2 gennaio ad investigare sul posto. La HMS Diamond, col suo comandante il capitano William Sidney Smith, batté bandiera francese per confondere i propri nemici. Successivamente, la nave incontrò la Nestor e Smith, dal momento che parlava perfettamente il francese, riuscì a comunicare col comandante nemico ed a trarre da lui delle informazioni preziose, ingannandolo ancora una volta.
La Neptune era stata duramente colpita dal cattivo tempo, al punto che il suo capitano aveva informato Vanstabel. Il 25, la Neptune iniziò ad imbarcare acqua e per cinque giorni i suoi marinai dovettero pompare l'acqua all'esterno della nave a mano, abbandonando i cannoni a bordo, le munizioni e l'ancora fuori bordo, sino al 28 alle 12:30 quando la nave venne raggiunta da Perros-Guirec e recuperata a riva. 50 uomini vennero trovati morti a bordo, mentre il resto della ciurma riuscì ad avere salva la vita.
Il 28, scoppiò una nuova tempesta che causò ulteriori danni alle navi. La Téméraire dovette ritornare a Brest, ma perse la via e giunse infine a Saint-Malo.
Dopo alcuni giorni di navigazione, la Neuf Thermidor aveva perso lo strallo, costringendo il capitano Dorré a fare delle riparazioni. Il 29 gennaio, le pompe non potevano più compensare l'entrata d'acqua a bordo. Nella notte, la nave rollò parecchio al punto che l'albero maestro crollò distruggendo tre pompe; la nave iniziò quindi ad abbassarsi progressivamente nell'acqua, ma fu solo quando ormai il ponte giunse all'altezza delle onde che la Majestueux e la Marat inviarono delle barche per consentire agli uomini di abbandonare la nave in sicurezza. La Neuf Thermidor era ormai vuota alle 4:00 del 31, ed affondò completamente alle 7:00.
La Superbe ebbe la medesima sorte. Iniziò ad imbarcare acqua il 26, ed il capitano Colomb avvisò del fatto Villaret. Gli sforzi delle pompe a bordo non riuscirono a compensare l'entrata d'acqua, pur liberandosi dell'artiglieria a bordo, ed il 30 Villaret ordinò che la nave venisse abbandonata. La Montagne, la Montagnard e la Papillon recuperarono la ciurma, ad eccezione di 21 morti.
La Scipion, una nave vecchia ed ormai destinata a riparare, iniziò lentamente a disintegrarsi poco dopo aver lasciato il porto. Dal 25, le sue pompe non potevano ormai tenere più testa all'entrata d'acqua a bordo e la Montagnard, la Trente-et-un-Mai e la Railleuse si dovettero occupare di lei. Dopo i primi tentativi, ad ogni modo, il capitano Huguet richiese ed ottenne il permesso di tornare al porto di partenza, scortato dalla Trente-et-un-Mai. Nel pomeriggio, l'albero maestro cadde, rompendo a metà il ponte della nave, penetrandovi verticalmente e rompendo in tutto nove pompe; la nave venne infine smantellata al porto. Alle 16:00, Huguet richiese l'assistenza della Trente-et-un-Mai, che evacuò la ciurma a bordo. La nave venne abbandonata alle 3:15 del mattino successivo.
La nave Convention dovette tornare a Lorient con la Pelletier.
Il 3 febbraio, la flotta francese si raggruppò a Brest. Aveva catturato in tutto 70 mercantili e la Daphne (20 cannoni). Aveva perso tre navi e molte altre presentavano danni evidenti.
Lo squadrone di Renaudin dovette ritardare la sua missione per raggiungere Tolone per dare supporto al resto della flotta. Renaudin partì per Tolone il 22 febbraio con le navi Jemmappes, Montagnard, Trente-et-un-Mai, Aquilon, Tyrannicide e Révolution, con le fregate Courageuse Embuscade, Félicité e la corvetta Unité. A causa del mare in tempesta e di venti contrari, la Trente-et-un-Mai perse il proprio albero maestro e dovette essere recuperata dalla Tyrannicide. Raggiunsero ad ogni modo Tolone il 2 aprile.

## Conseguenze
La campagna è considerata in buona sostanza un fallimento navale a causa delle profonde perdite, in particolare per il fatto che le navi non poterono essere riparate in tempo utile a causa della mancanza di materiale adeguato negli arsenali francesi. La marina francese dovette a questo punto cedere la propria superiorità navale a quella inglese.
Un tentativo di ripetere l'impresa fu la Spedizione d'Irlanda del dicembre del 1796, che comunque si concluse con un simile disastro.